# Іджо
І́джо (ізон; Ijaw, Ijo, Izon) — народ (або група народностей) мовної підгрупи ква на півдні Нігерії.

## Територія проживання, чисельність і субетноси

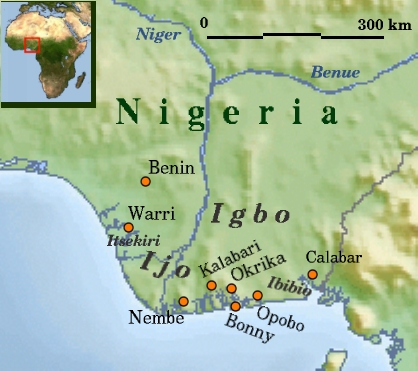
Територія проживання іджо на мапі Нігерії

Люди іджо проживають у лісистих районах нігерійських штатів Баєлса, Дельта, Риверс (основний етнічний компонент) в межах дельти річки Нігер. Групами іджо живуть також у штатах Аква-Ібом, Едо та Ондо країни.
Також незначні общини мігрантів іджо населяють західно-африканське узбережжя сусідніх країн (з заходу від Нігерії — Бенін, Того, зі сходу — Камерун, де їх проживає декілька десятків тисяч чол.).
Про точну чисельність представників народу іджо говорити не випадає, за різними оцінками вона коливається від декількох до 10 і більше млн чол., в тому числі і через значне субетнічне членування. До основних груп належать: калабарі, іджо західні, нижні тощо.

## Мова і релігія
Люди іджо розмовляють мовами ква нігеро-конголезької групи конго-кордофанської мовної родини. Значне діалектне членування.
Писемність — на латинській ґрафічній основі.
Більшість іджо сповідують християнство.

## Дані з історії
Етнічна історія іджо є маловивченою, однак більшість учених вважають іджо автохтонами своїх земель і взагалі найдревнішими жителями регіону.
Іджо входили до середньовічного державного утворення Бенін. А на поч. XV ст. заснували місто Бонні, що незабаром перетворилося на великий осередок работоргівлі на західно-африканському узбережжі.

## Господарство
Основне заняття — рибальство і торгівля. Рибальством займаються як чоловіки, так і жінки.
Землеробство розвинуте недостатньо. Деякі групи, як наприклад, калабарі, вирощують ямс, маніок, овочі тощо.
Високою майстерністю вирізняється виготовлення човнів. Жінки займаються гончарством.

## Культура
Традиційним житлом іджо є прямокутна в плані однокамерна хатина з обмазаних глиною жердин і двосхилим дахом, найчастіше з пальмового листя (подеколи на палях).
За одяг правив обріз матерії навколо стегон.
Традиційні вірування представлені культом сил природи і культом предків. Зберігаються традиційні свята і обряди.